# Изабелла Французская (королева Испании)
Изабелла Французская (исп. Isabel de Francia; 22 ноября 1602, Фонтенбло — 6 октября 1644, Мадрид) — французская принцесса из династии Бурбонов, старшая дочь короля Генриха IV и Марии Медичи. Первая жена Филиппа IV Испанского, королева Испании и Португалии. Также известна как Изабелла де Бурбон (исп. Isabel de Borbón), Елизавета Французская (фр. Élisabeth de France) и Елизавета де Бурбон (фр. Élisabeth de Bourbon).

## Биография
Елизавета родилась 22 ноября 1602 года во дворце Фонтенбло. Её мать некогда получила пророчество монахини, обещавшей, что королева последовательно родит трёх сыновей, и, разрешившись дочерью, относилась к ней равнодушно.
Вскоре после рождения принцессу помолвили с савойским принцем Эммануилом Филибертом, сыном и наследником Карла Эммануила I. Брак не состоялся из-за смерти Филиберта в 1605 году. Принцесса, как дочь короля, носила титул fille de France («дочь Франции»). Первые годы жизни с родными братьями и сёстрами (Кристина, Никола Анри, Гастон Орлеанский, Генриетта Мария) она провела в Сен-Жермен-ан-Ле, тихом месте вдали от Парижского двора.

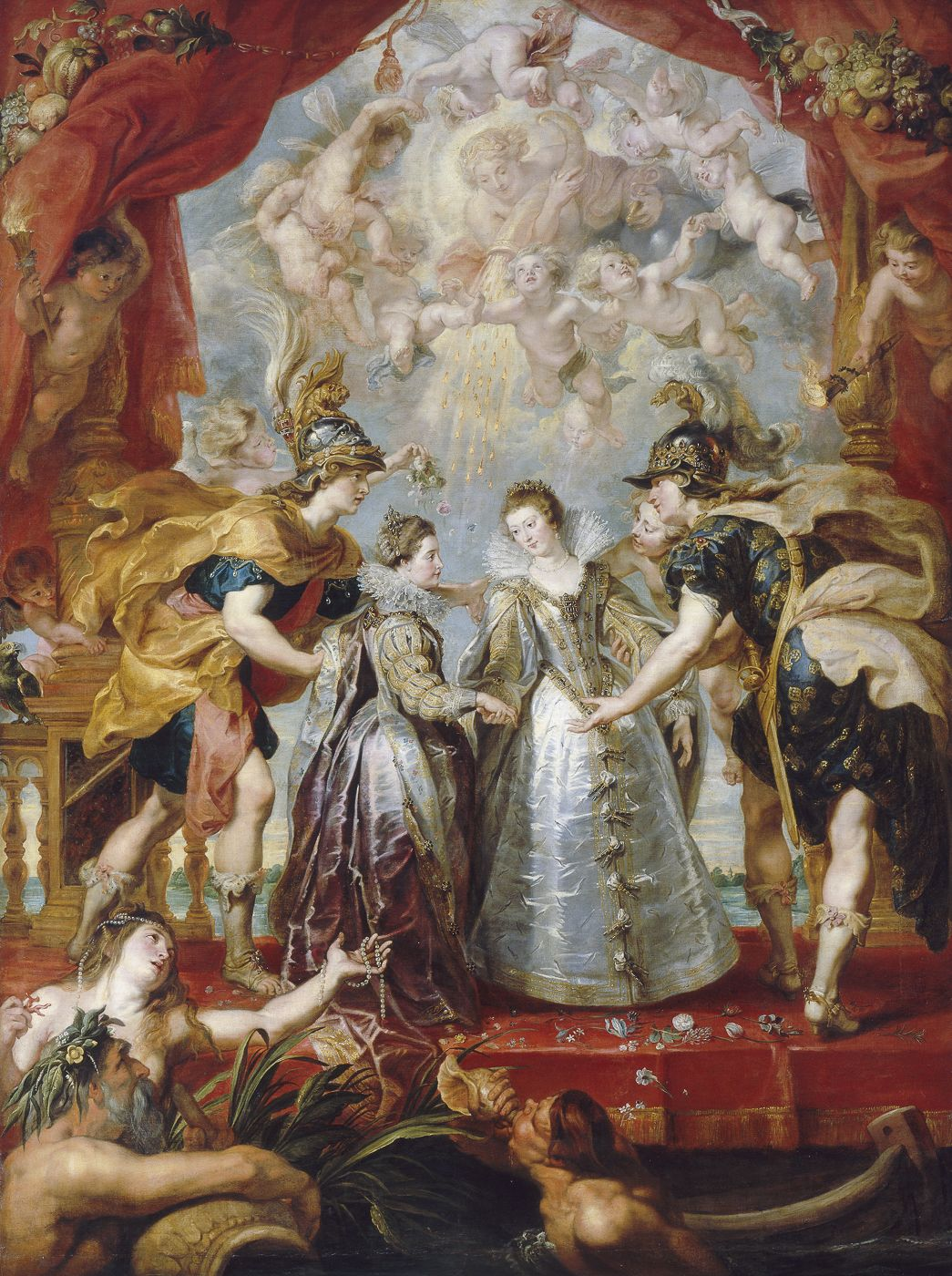
Рубенс. Обмен принцессами 9 ноября 1615 года. Галерея Медичи в Лувре

14 мая 1610 года на улице Рю-де-ля-Ферронри католический фанатик Франсуа Равальяк убил короля Генриха IV. Восьмилетний дофин Людовик, с которым Елизавета дружила, стал королём Людовиком XIII. Овдовевшая королева Мария Медичи стала регентшей при несовершеннолетнем сыне. Королева отступила от политики мужа, вела происпанскую и проитальянскую линию, заручившись поддержкой религиозной партии. Она решила заключить католический союз с Испанией через политический брак наследников двух королевских домов — Бурбонов и Габсбургов. 30 апреля 1611 года в Фонтенбло договор о браке вступил в силу.
18 октября 1615 года в Бургосе состоялась помолвка по доверенности 14-летних инфанты Анны и французского короля Людовика XIII, которого представлял герцог Лерма. В тот же день в Бордо французская 13-летняя принцесса Елизавета также по доверенности вышла замуж за принца Астурийского Филиппа (будущего короля Филиппа IV), которого представлял герцог Карл I де Гиз. После церемоний на острове Фазанов между Фуэнтеррабией и Андаем принцесс «обменяли». Здесь Людовик в последний раз виделся с сестрой. Консуммация брака испанских новобрачных произошла лишь в 1620 году. В 1629 году Изабелла родила наследника Бальтазара Карлоса.
В Испании имя Елизаветы испанизировалось и превратилось в Изабеллу. В 1621 году, после смерти Филиппа III, со вступлением мужа на испанский трон Изабелла получила все полагавшиеся титулы королевы Испании. За свои ум, красоту и благородство королева пользовалась почтением народа и получила прозвище «la Deseada» («Желанная»). Несмотря на достоинства королевы, король Филипп IV неоднократно ей изменял и имел внебрачных детей. Королева старалась с достоинством сносить любовные увлечения мужа, его бастардов, связь с Марией Кальдерон. От стрессов у королевы случались выкидыши, она тяжело переживала смерти своих детей.
Ходили слухи о романтической связи королевы с поэтом Перальтой (Хуаном де Тассис Вильямедьяной). 14 мая 1622 года на маскараде La Gloria de Niquea случился пожар. Перальта отвёз королеву в безопасное место, что лишь усилило слухи о их близости. Перальта не принял во внимание предупреждение, что его жизнь находится в опасности и был убит при невыясненных обстоятельствах. Среди возможных заказчиков убийства называют короля Филиппа IV и премьер-министра графа-герцога Оливареса.
До 1640 года королева не оказывала влияния на политику, которой в основном занимался Оливарес. Изабелла не доверяла Оливаресу, который помогал королю в его любовных связях и всячески старался отстранить его от руководства. Однажды Оливарес высказался, что священники существуют, чтобы молиться, а королевы — чтобы рожать.

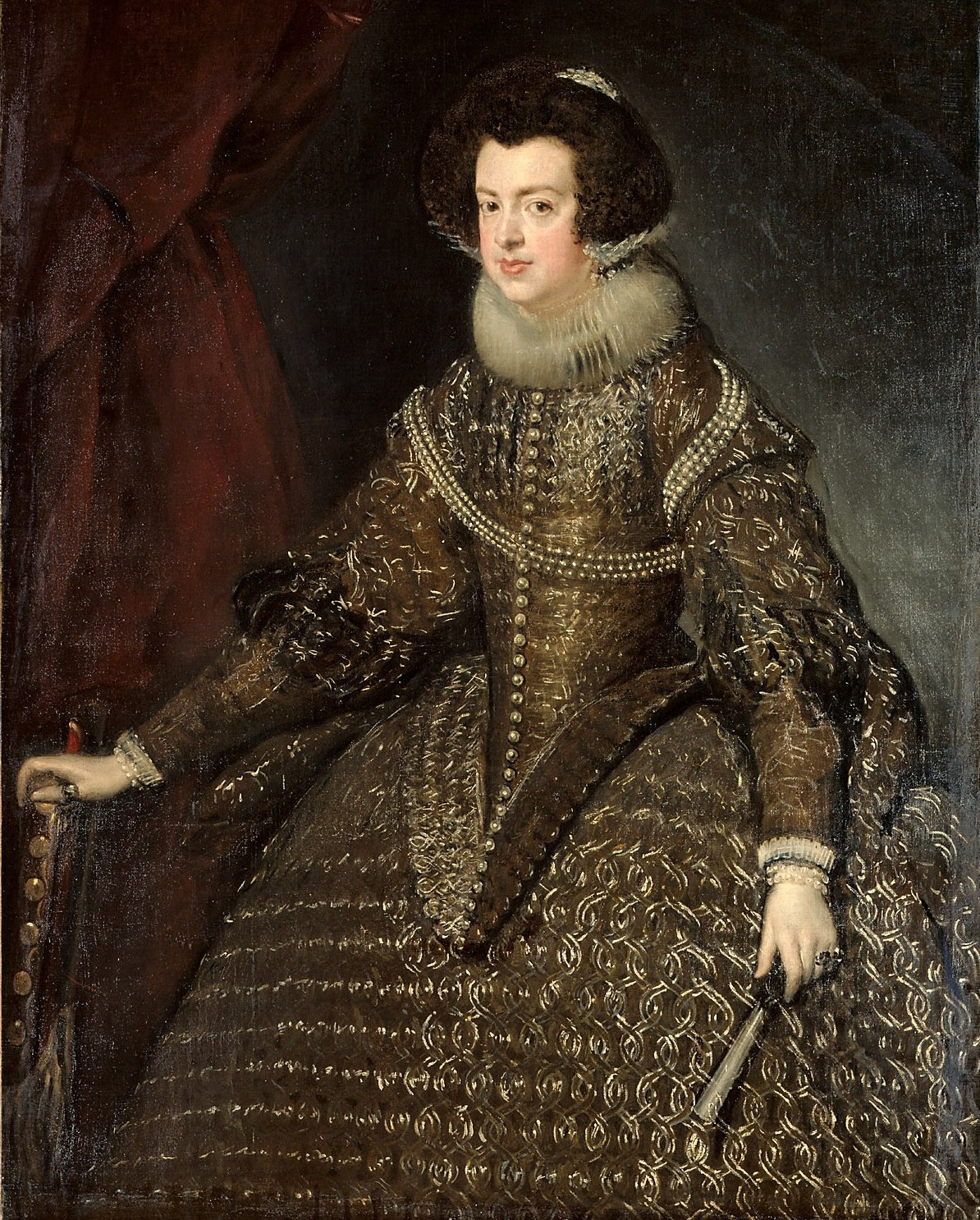
Веласкес. Портрет Изабеллы 1632 года

В 1640—1642 годах в отсутствие короля Изабелла была регентшей и заслужила одобрение подданных. Изабелла приложила руку к conjura de las mujeres (Заговору женщин), чтобы лишить могущества Оливареса. Сторонницами королевы были герцогиня Мантуи Анна де Гевара, Мария де Агреда, графиня Паредес-де-Навы Луиза Манрике де Лара. Падение Оливареса заставило короля считать супругу единственным верным союзником. Когда в 1643 году король отправился на войну, Изабелла вновь стала регентшей. Второй опыт правления также получил хвалебные отзывы и одобрение короля за поставки провизии на фронт и удачное ведение переговоров с банкирами на предоставление финансирования армии в обмен на заложенные драгоценности. Ходили слухи, что она намеревалась по примеру Изабеллы Кастильской возглавить отряд и отвоевать Бадахос.
За годы брака Изабелла родила Филиппу IV 9 детей, из которых только двое пережили детские годы. Наследник Бальтазар Карлос, проявлявший большой ум и образованность, был надеждой испанской короны, однако скончался от оспы в 17 лет. Самая младшая дочь Мария Терезия достигла совершеннолетия и стала впоследствии женой французского короля Людовика XIV. Изабелле не довелось увидеть это бракосочетание, положившее конец продолжительной франко-испанской войне, закончившейся в 1659 году.
После отстранения Оливареса в жизни королевы наступили короткий период счастья, признание и уважение супруга. Однако 6 октября 1644 года в результате очередного выкидыша королева скончалась. Филипп IV слишком поздно заметил в супруге умную, любящую женщину и долго оплакивал её. Через два года умер наследный принц, что поставило вопрос о престолонаследии. Филипп IV женился на своей племяннице Марианне Австрийской.
Несмотря на то, что Изабелла не была матерью короля, её останки покоятся в Пантеоне королей в Эскориале, так как её дочь Мария Терезия увековечила память об Испанском королевском доме.

## Дети
Детьми Изабеллы и Филиппа IV были:
1. Мария Маргарита (14 августа 1621 — 15 августа 1621)
2. Маргарита Мария Каталина (25 ноября 1623 — 22 декабря 1623)
3. Мария Эухения (21 ноября 1625 — 21 июля 1627)
4. мертворождённая дочь (1626)
5. Изабель Мария Тереза (31 октября 1627 — 1 ноября 1627)
6. Бальтазар Карлос (17 октября 1629 — 9 октября 1646)
7. Франсиско Фернандо (12 марта 1634 — 12 марта 1634)
8. Мария Ана Антония (17 января 1636 — 5 декабря 1636)
9. Мария Терезия (10 сентября 1638 — 30 июля 1683) — королева Франции, жена Людовика XIV.